# San Juan de Capistrano
San Juan de Capistrano è un comune del Venezuela situato nello stato dell'Anzoátegui.
Il capoluogo del comune è la città di Boca de Uchire.